# ابزار آتش‌بازی

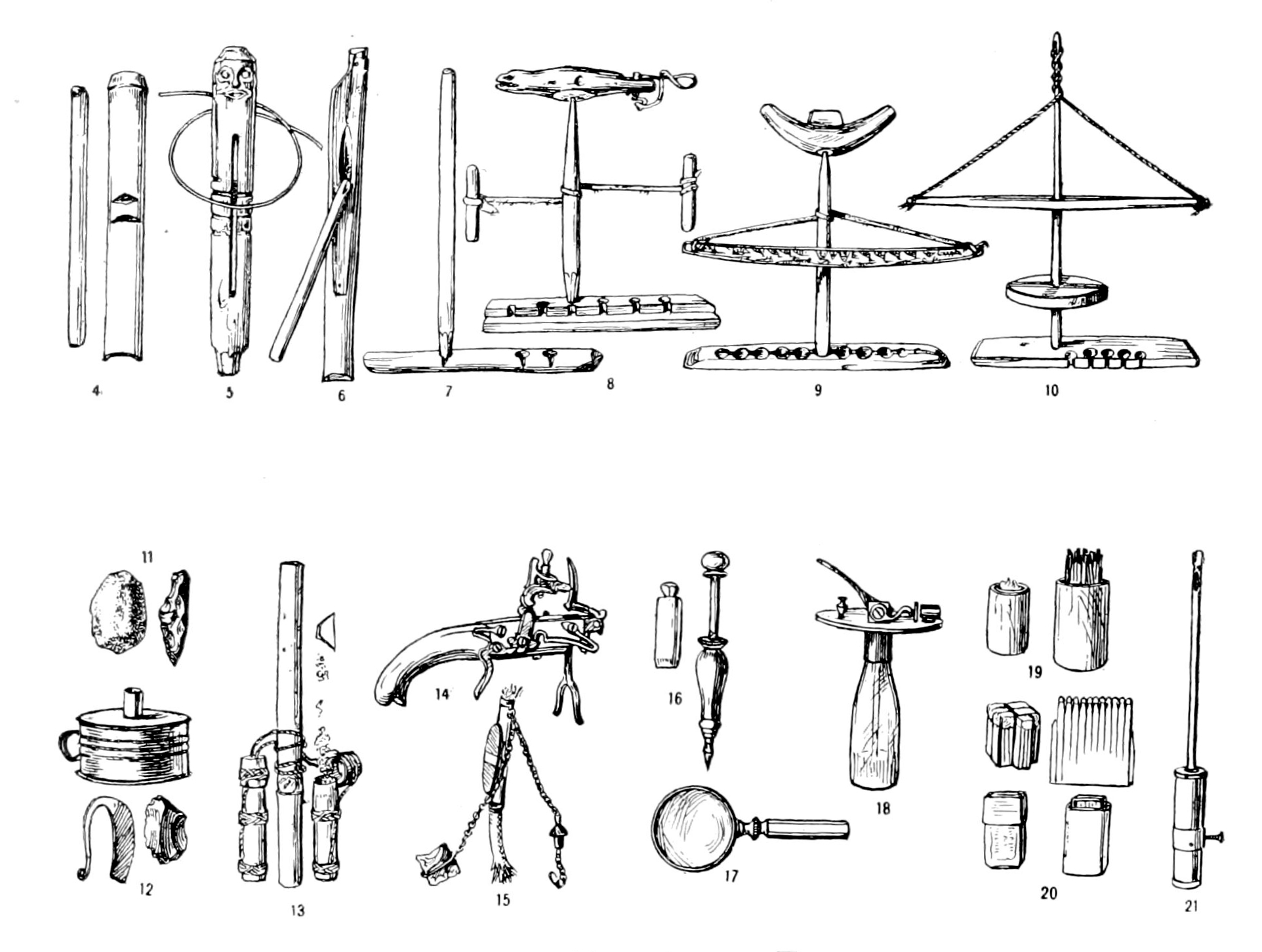
ابزار آتش‌بازی

سابقه آتش‌بازی در جوامع مختلف و در طول تاریخ منجر به ابداع ابزارها و روش‌های متعددی برای آتش‌بازی شده‌است.

## ابزارهای رایج آتش‌بازی در جهان
ترقه. نوعی وسیله آتش‌بازی است که با پرتاب کردن و اصابت آن با یک سطح سخت یا با آتش زدن فتیلهٔ آن منفجر شده و صدای مهیبی ایجاد می‌کند. چینی‌ها را مبدع ترقه می‌دانند. در کشور چین از سدهٔ نخستین پیش از میلاد، شوره و گوگرد را می‌شناختند که نهایتاً در آغاز سدهٔ هفتم با ترکیب این دو موفق به تهیهٔ ترقهٔ آتشبازی شدند.
فشفشه. از ابزارهای محبوب آتش‌بازی می‌باشد که به‌خصوص در مراسم چهارشنبه‌سوری و میهمانی‌های تولد و جشن‌های کوچک‌تر به‌کار می‌رود. وش کار این است که با سوختن خود و پرتاب‌شدن جرقه از خود، نوری زیبا و صدای فش‌فش‌مانند می‌دهد که بر این اساس نام‌گذاری شده‌است. کودکان به فشفشه علاقه زیادی دارند.

## انواع آتش بازی
اصولاً لوازم آتش بازی (نورافشانی) به ۲ دسته زمینی و هوایی تقسیم می‌شوند.
آتش بازی زمینی:
شامل ۲ نوع آتش سرد و گرم می‌باشد، که منظور از آتش گرم آن دسته از لوازمی است که با استفاده از فیتیله و گوگرد شروع به سوختن و تولید نور می‌کنند، در این نوع از آتش بازی گرمای بالای آن باعث سوختن اجسام نزدیک آتش می‌شود.
اما در آتش بازی سرد با استفاده از ابزار الکتریکی (جریان برق توسط دستگاه‌های مخصوص یا حتی یک باتری قلمی) باعث اجرای این نوع لوازم آتش بازی می‌شوند و به دلیل استفاده از یک نوع ترکیب خاص دارای گرمای بسیار کمتری هستند و در نتیجه هیچ آسیبی به اجسام اطراف خود نمی‌رسانند.
آتش بازی هوایی:
شامل انواع توپ‌های باز شو که از طریق لوله‌های مخصوص که اصطلاحاً لانچر گفته می‌شوند به بالا هدایت شده و با توجه به نوع توپ در ارتفاع مشخصی منفجر و ترکیبی از نور و آتش ایجاد می‌کنند. این نوع آتش بازی معمولاً به صورت تکی (یک توپ و لانچر) یا یک بسته سری با تعداد مشخص (۱۰ عدد توپ به بالا) که با استفاده از یک فیتیله تکی روشن و به صورت پشت سر هم به هوا هدایت شده و مانند نوع قبلی ایجاد ترکیبی از نور و آتش می‌کنند، اصطلاحاً این نوع از آتش بازی‌های هوایی را با توجه به شکل ظاهری و نحوه اجرای آن کاتیوشا نامگذاری کرده‌اند
آتش بازی‌های هوایی با توجه به ارتفاع آن‌های و سایز قطر توپ آن اندازه‌گیری و شماره گزاری می‌شوند، به عنوان مثال یک توپ ۲٫۵ اینچی با استفاده از لانچر مخصوص خود می‌تواند تا ارتفاع ۲۰ متر بالا برود و در نهایت با یک انفجار کوچک در نوع یک گلی از آتش و نور باز شود.

## ابزارهای آتش‌بازی ایرانی
کوزه آتش فشان. نوعی وسیله آتش بازی و نورافشانی است که شامل یک کوزه گلی کوچک معمولاً به ارتفاع بیست تا سی سانتی‌متر می‌شود که درون آن با مواد محترقه خاصی پر شده‌است. به هنگام روشن شدن، نور شدیدی شبیه به فشفشه از آن برای چند دقیقه خارج می‌شود.
آفتاب مهتاب. که در بروجرد و نهاوند با عنوان پیاله مهتاب شناخته می‌شود ساختار و عملکردی شبیه به کوزه جنی دارد با این تفاوت که اندازه آن کوچکتر و شکل آن شبیه به یک پیاله یا کاسه کوچک است.
تیر شهاب. که با عنوان موشک هم شناخته می‌شود نوعی ابزار آتش بازی است که شبیه به یک تیر چوبی به دارازی چهل تا پنجاه سانتی‌متر است. در نوک آن محفظه‌ای مقوایی حاوی مواد محترقه وجود دارد که با فتیله‌ای آتش زده می‌شود و در آسمان حرکت و نور شدیدی ایجاد می‌کند که بی شباهت به نور شهاب نیست. بسته به نوع و شکل بخش محترقه، موشک‌ها انواعی دارند از جمله موشک شاهی.
قلم هفت رنگ. می‌توان آن را فشفشه سنتی ایرانی در نظر گرفت.
کوزه جنی. ترکیب ترقه‌های مختلف است که در یک کوزه سفالی جمع‌آوری شده باشند و انفجار آن‌ها صدای مهیبی ایجاد کند.
پاچه خیزک